# Желтоклювая колпица
Желтоклювая ко́лпица (лат. Platalea flavipes) — болотная птица семейства ибисовых.

## Описание
Желтоклювая колпица длиной от 76 см до 1 м и достигает массы 1814—1928[прояснить] г. Самцы крупнее и имеют более длинный клюв и ноги. У гнездящихся взрослых птиц поверх груди длинные нарядные перья. У молодых птиц концы крыльев чёрные.

## Распространение
Желтоклювая колпица распространена в Австралии и населяет там солоноватые или пресноводные водоёмы внутри континента, редко также трясины приливов и отливов и прочие защищённые области на побережье.

## Образ жизни
Желтоклювая колпица питается водными насекомыми, прежде всего, гладышами, кроме того, речными раками, креветками, рыбой, моллюсками и растительным материалом. В поиске корма она водит клювом туда-сюда более медленно, чем живущая в той же самой области королевская колпица (P. regia) и питается меньшей по размеру добычей чем та. В Виктории желтоклювые колпицы — оседлые птицы, в других областях они совершают сезонные перелёты.

## Размножение
Желтоклювая колпица гнездится на юге Австралии с сентября по апрель, на севере с марта по май. Время размножения варьирует в зависимости от локальных погодных условий. Они гнездятся в одиночку или в открытых колониях, состоящих из нескольких пар. Гнездо — это открытая платформа из веточек и ветвей, в зарослях камыша также из камыша. В кладке от 2 до 4 яиц, чаще 3 яйца. Высиживание длится от 26 до 31 дня. У птенцов белое пуховое оперение.

## Галерея
- Квинсленд, Австралия

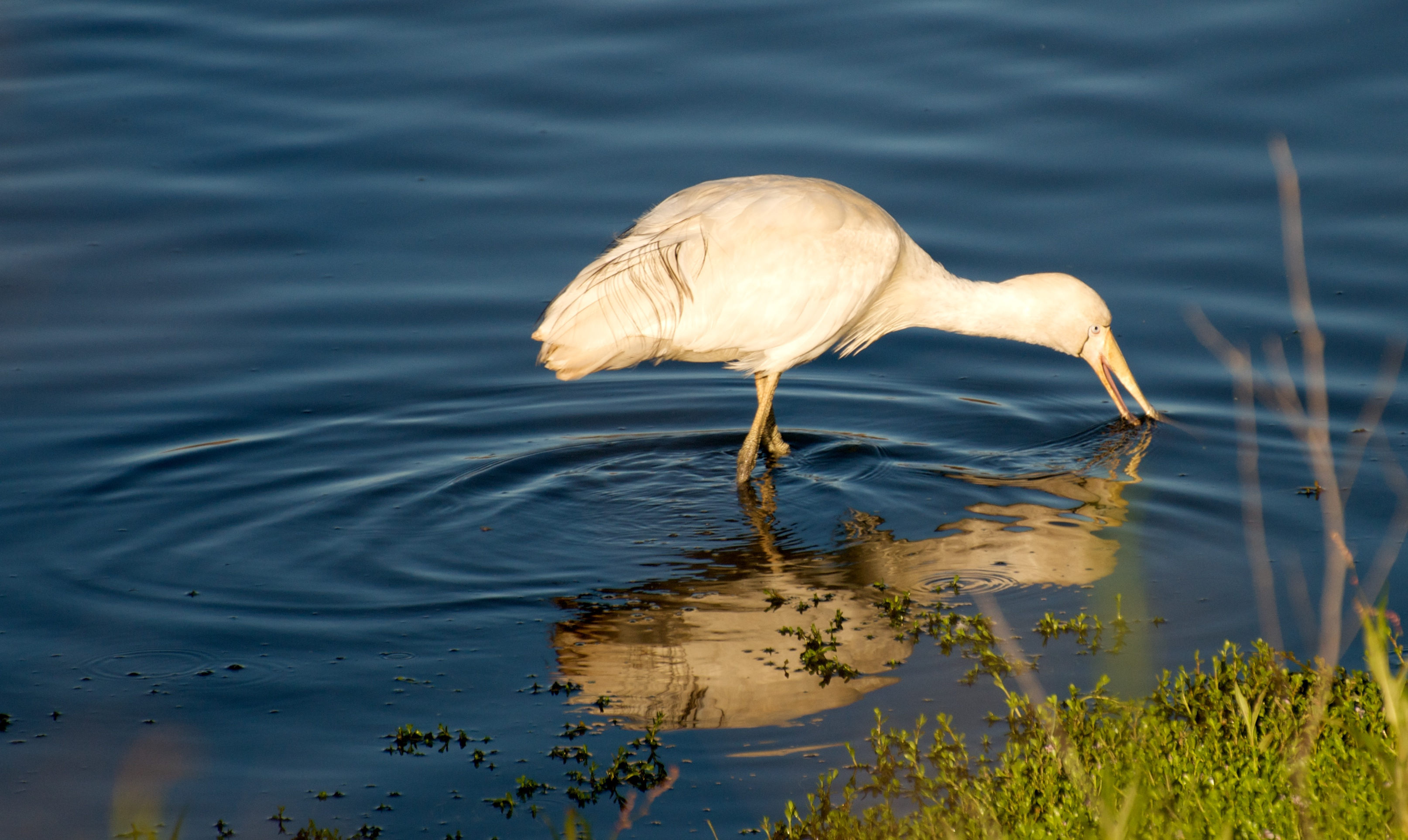
Lake Monger